# Coffeehouse by George
Coffeehouse by George är en svensk kaffebarkedja. Den första kaffebaren i kedjan öppnades i Galleria Passagen i Stockholm 1997 och idag finns det 29 Coffeehouse by George i Sverige.